# مايك فيتزباتريك
مايك فيتزباتريك (بالإنجليزية: Mike Fitzpatrick )‏ (و. 1963  م) هو سياسي، ومحامي أمريكي، ولد في فيلادلفيا، هو عضوٌ في الحزب الجمهوري.

## مناصب
تولى منصب عضو مجلس النواب الأمريكي (6 يناير 2015–3 يناير 2017)
- عضو مجلس النواب الأمريكي (3 يناير 2013–3 يناير 2015)[5]
- عضو مجلس النواب الأمريكي (5 يناير 2011–3 يناير 2013)[5]
- عضو مجلس النواب الأمريكي (4 يناير 2005–3 يناير 2007)[5]
- مفوض المقاطعة ‏ (1995–2004)[5]
- عضو مجلس النواب الأمريكي.

## التعليم
تعلم في جامعة ولاية بنسلفانيا، وتحصل منها على دكتوراه في القانون (حتى 1988)، وجامعة سانت توماس، وتحصل منها على بكالوريوس في الفنون (حتى 1985).